# Rhotidus kiatensis
Rhotidus kiatensis är en insektsart som beskrevs av Evans 1936. Rhotidus kiatensis ingår i släktet Rhotidus och familjen dvärgstritar. Inga underarter finns listade i Catalogue of Life.